# Каменна (Пйотрковський повіт)
Каменна (пол. Kamienna) — село в Польщі, у гміні Воля-Кшиштопорська Пйотрковського повіту Лодзинського воєводства.
Населення — 107 осіб (2011).
У 1975-1998 роках село належало до Пйотрковського воєводства.

## Демографія
Демографічна структура станом на 31 березня 2011 року:
|          | Загалом | Допрацездатний вік | Працездатний вік | Постпрацездатний вік |
| -------- | ------- | ------------------ | ---------------- | -------------------- |
| Чоловіки | 55      | 14                 | 35               | 6                    |
| Жінки    | 52      | 12                 | 31               | 9                    |
| Разом    | 107     | 26                 | 66               | 15                   |